# Charles Stent

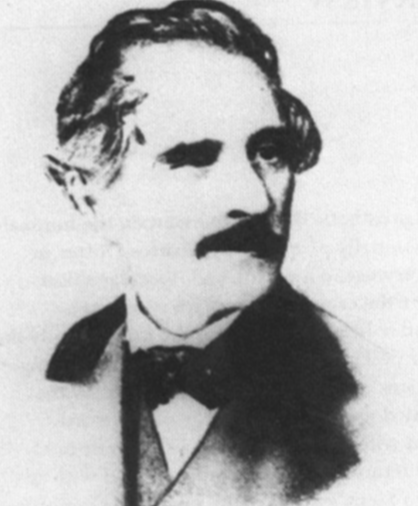
Charles T. Stent

Charles Thomas Stent (* 17. Oktober 1807 in Royal Crescent, Brighton; † 1885) war ein britischer Zahnarzt und entwickelte 1856 das nach ihm benannte thermoplastische Material, bestehend aus Harz, Wachs, Talkum und Farbstoff, für die Abformung von Kiefer und Zähnen. Er hatte zwei Söhne, Charles Robert Stent (1845–1901) und Arthur Howard Stent (1859–1900), die ebenfalls Zahnärzte waren und den vom Vater erfundenen Werkstoff weiter vertrieben.

## Historie
Im neunzehnten Jahrhundert bestanden die wichtigsten Dentalabdruckmaterialien aus Bienenwachs oder Gips. Beide hatten inhärente Schwächen; Wachs verzog sich während der Entnahme aus dem Mund und Gips war nach dem Aushärten sehr schwierig aus dem Mund zu entfernen. Im Jahr 1847 führte der englischen Zahnarzt Edwin Truman (1819–1905) Guttapercha als neues Material ein. Er patentierte sein Verfahren und wurde dadurch bekannt, dass er für das Unterwasserkabel im Atlantik dieses Material als Beschichtung vorgeschlagen hatte, das mehrmals als Folge von Korrosion durch das Meerwasser gebrochen war. Seine Entwicklung führte zu seiner Ernennung zum „Zahnarzt des Königshauses“ („Dentist to the Royal Household“) im Jahre 1855.

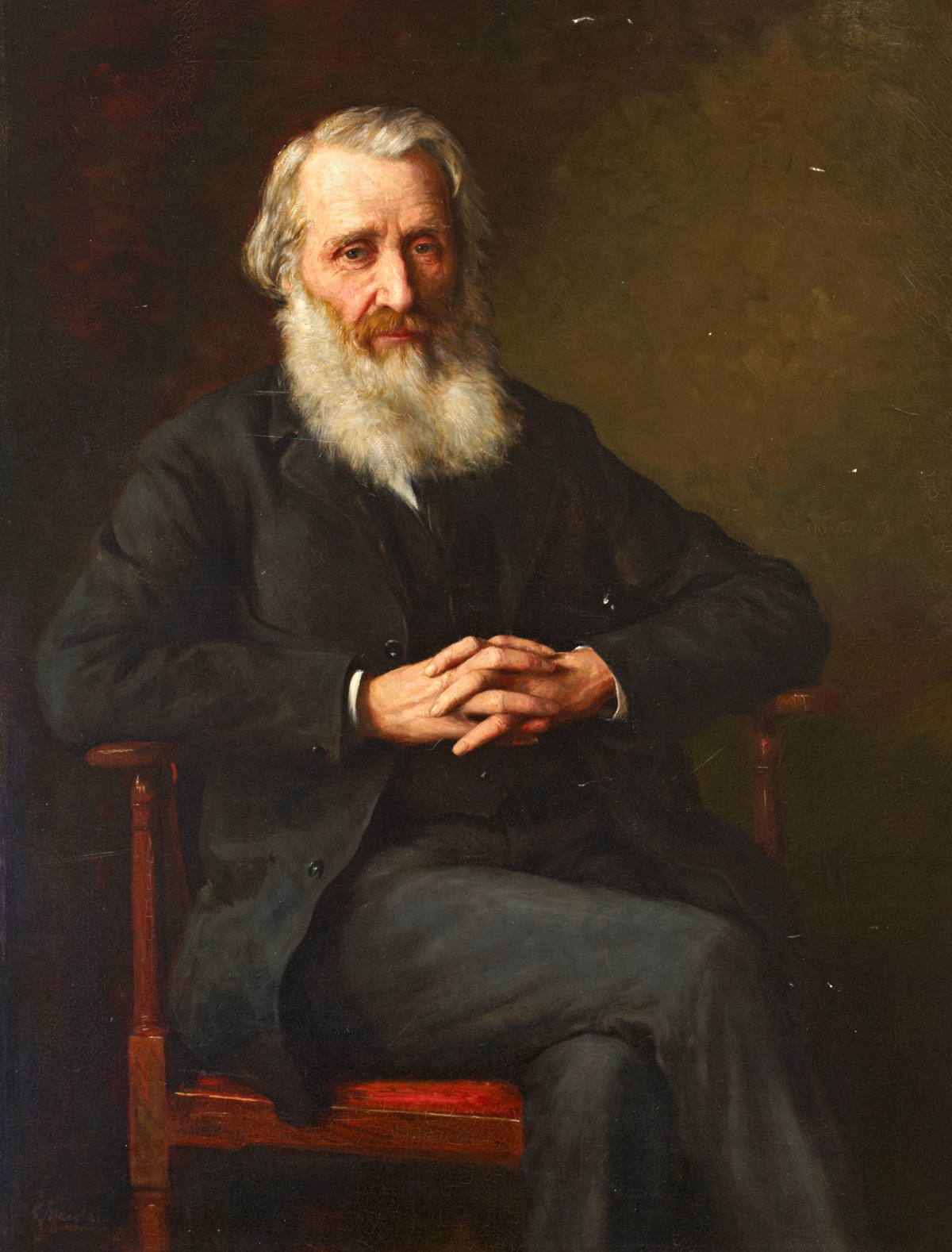
John Tomes

Truman versuchte dieses Guttapercha auch als Material zur Abformung zu verwenden. Dies misslang, weil es sich ebenso bei der Entnahme aus dem Mund verzog und beim Abkühlen schrumpfte. Der Durchbruch kam, als Charles Stent die oben erwähnten Materialien dem Guttapercha hinzufügte. Das Material erwies sich als so erfolgreich, dass Sir John Tomes, ein berühmter Zahnarzt in England, bei einer Sitzung der Odontological Society of Great Britain im Jahre 1857 eine Laudatio auf Stent hielt. Von seinen Söhnen unterstützt, begann Stent seine Abformmasse zu produzieren und vermarktete es unter der Firmenbezeichnung C. R. und A. Stent.
Charles Stent, der 6. Sohn von William and Hannah Stent (geborene Jenkin), verstarb im Jahr 1885. Claudius Ash war ein Silberschmied, erledigte aus Interesse an Zahnersatz 1837 einen Auftrag für einen Londoner Zahnarzt so geschickt, dass er bald zu seinem eigenen Erstaunen den größten Teil seiner Zeit für zahnärztliche Aufträge verwendete. Er war somit einer der ersten professionellen Zahntechniker. Daraus entwickelte er ein renommiertes Dentalunternehmen. Nach dem Tod von Charles Stent übergaben seine Söhne den Vertrieb des Materials an dieses Dentalunternehmen namens Claudius Ash&Sons. Nachdem die beiden Söhne Stents um 1900 verstorben waren, kauften die Ash-Brüder alle Rechte und behielten den Namen Stent bei.
Heute wird das Material unter dem Namen „Abdruckmaterial grün“ von der Firma Hoffmann Dental Manufaktur GmbH vertrieben, für den englischsprachigen Markt noch unter der Bezeichnung „Impression Compound Green – Stents“; bekannter ist das „Impression Compound“ der Fa. Kerr Dental, unter Zahnärzten auch einfach nur „Kerr-Masse“ genannt (obwohl es beileibe nicht das einzige Produkt von Kerr ist).

## Endoprothesen
Nach ihm sind möglicherweise die als Stents bekannten Endoprothesen benannt, die der inneren Schienung von eingeengten Hohlorganen dienen. Stents werden weltweit im Bereich der Herzkranzgefäße implantiert. Aber auch in Gallengänge, in die oberen Atemwege, in Harnleiter und Speiseröhren, inzwischen auch in eingeengte Tränenkanälchen werden Stents unterschiedlicher Bauart eingesetzt.

## Ehrungen
Die Pierre Fauchard Academy hat Charles Stent in die International Hall of Fame of Dentistry gewählt.